# Icsca

icsca(이쿠스카)는 미야기현 센다이시를 중심으로 하는 지역에 도입되는 IC 카드 승차권으로서 센다이 시 교통국이 발행한다. 또한 icsca는 센다이 시의 등록 상표이다. 2015년 11월 현재의 발행 매수는 약 13만 장을 돌파하였다.